# Čínský císař

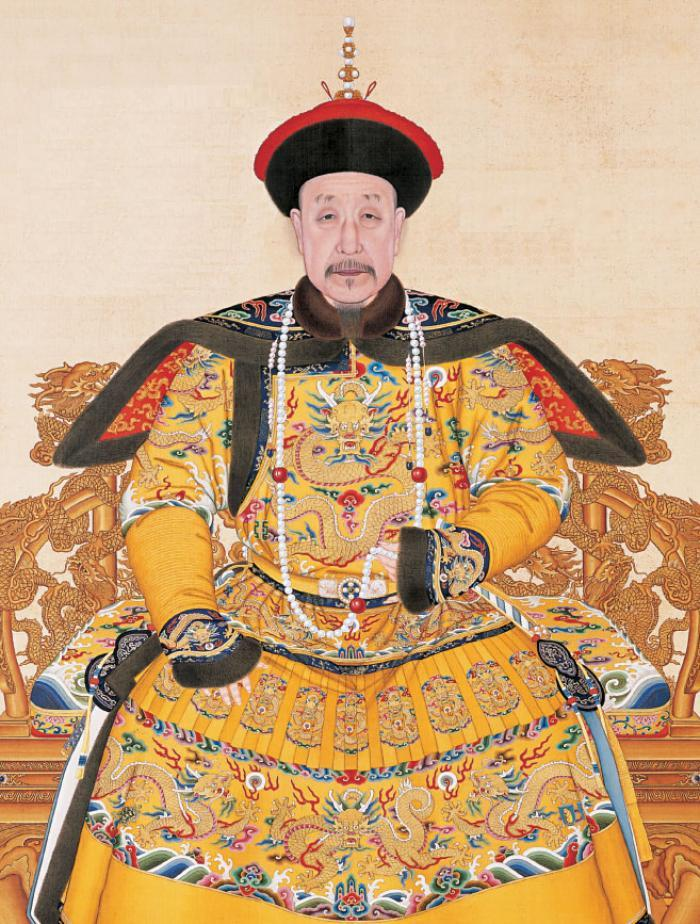
Čínský císař Čchien-lung

Čínský císař (čínsky v českém přepisu chuang-ti, pchin-jinem huángdì, znaky 皇帝) byl čínský nejvyšší panovnický titul od roku 221 př. n. l. do zrušení monarchie roku 1912.

## Císařové
V raně historické Číně nesli vládci titul wang (王), „král“. Prvním císařem se prohlásil král Čeng, vládce státu Čchin, poté, co si roku 221 př. n. l. podrobil poslední z ostatních čínských království. Nově přitom vytvořil titul chuang-ti (皇帝), znamenající zhruba „svrchovaný panovník“, který v evropských jazycích překládáme jako „císař“. Použil přitom znaky, kterými byli předtím označováni výhradně bájní vládci z dávných dob, takzvaní 三皇五帝 (san-chuang wu-ti) – tři Vznešení a pět Vladařů. Titul chuang-ti (běžně se užívalo i zkrácené jednoznakové podoby chuang, nebo ti) pak nesli vládci Číny po následujících 22 století až do zrušení císařství a ustavení Čínské republiky roku 1912. Na císařském trůně se v Číně vystřídalo mnoho dynastií, neboť pro Číňany byla císařská moc odvozena od mandátu Nebes, který mohl být nehodnému vládci odejmut. Podle tradiční čínské představy byl císař, zvaný též tchien-c (天子) „syn Nebes“ suverénem nad celým světem (tchien-sia (天下) „Podnebesím“) a ostatní panovníci jsou pouze jeho vazaly. Toto pojetí (uplatňované i v diplomatických vztazích s evropskými zeměmi) bylo opuštěno teprve po takzvané 1. opiové válce ve 40. letech 19. století.

## Císařovny, následníci trůnu
Čínští císařové měli obvykle větší počet manželek a konkubín (výjimkou byl mingský Chung-č’, zřejmě jediný monogamní císař čínské historie), pouze jediná však měla hodnost císařovna (皇後/皇后, chuang-chou). Po smrti císaře jeho císařovna obdržela titul císařovna vdova (皇太後/皇太后, chuang-tchaj-chou) , dožila-li se nástupu vnuka na trůn, stala se „velkou císařovnou vdovou“ (太皇太後/太皇太后, tchaj-chuang-tchaj-chou).
Titul následníka trůnu závisel na příbuzenském vztahu k císaři; 
- syn císaře nosil titul chuang-tchaj-c’ (皇太子), doslova „císařský velký syn“,
- vnuk císaře obdržel titul chuang-tchaj-sun (皇太孫), doslova „císařský velký vnuk“,
- mladší bratr císaře měl titul chuang-tchaj-ti (皇太弟), doslova „císařský velký mladší bratr“).

Zkrácená forma titulů byla tchaj-c’, tchaj-sun, tchaj-ti.